# Gádorfal

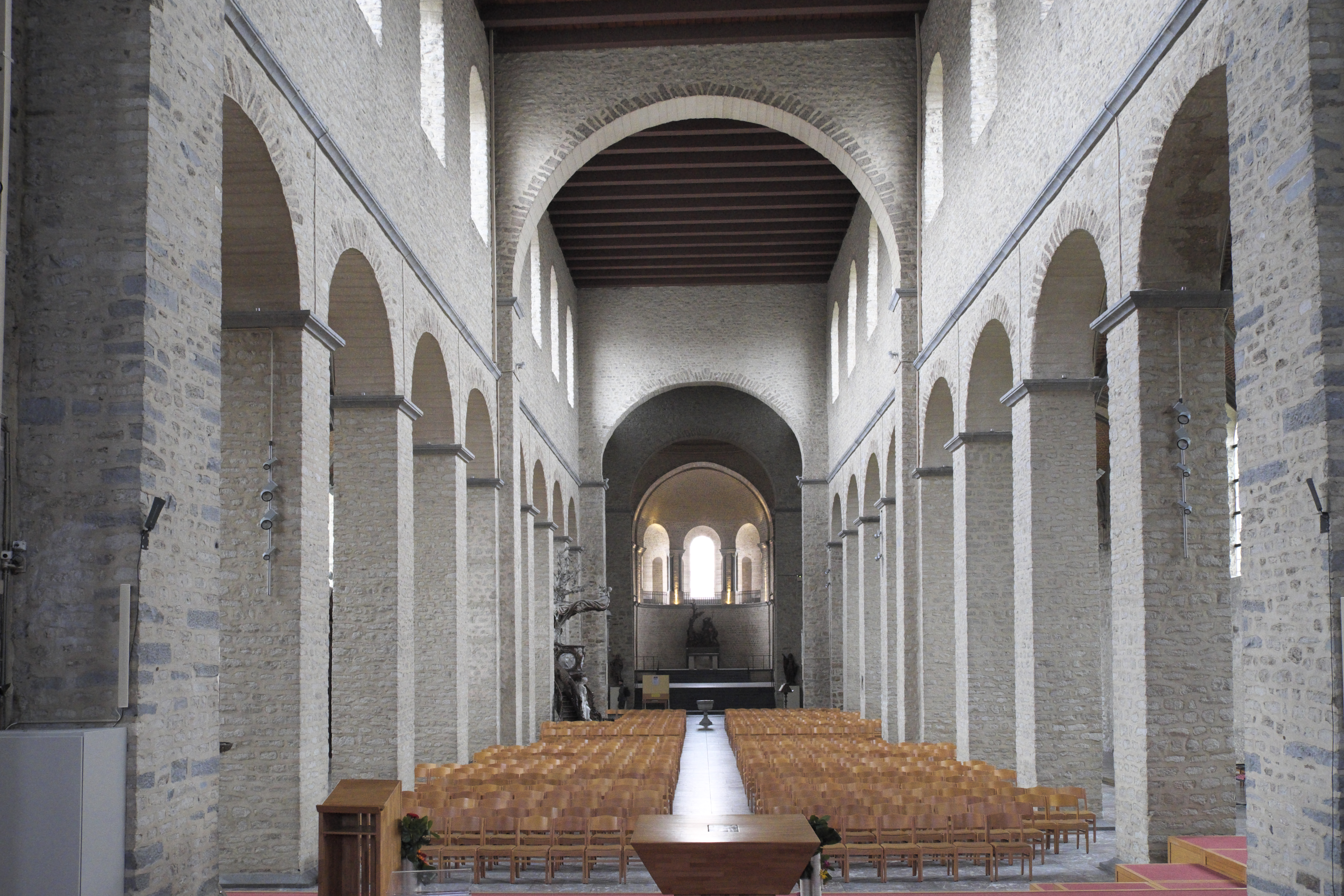
Gádorfal a nivelles-i St. Gertrud templomból (Belgium)

A gádorfal bazilikális elrendezésű épületeknél a főhajó mellékhajók fölé magasodó fala. A főhajó közvetlen megvilágítást kap az  ablaksoron keresztül.

## A gádor név eredete
A gádor német eredetű szó:  a "Gatter" (‘rács, rácskapu’) valamely nyelvjárási formájából (pl. bajor-osztrák goder) származik. Magyar jelentése: "rácsos ajtó mögötti helyiség". Régies, nyelvjárási szó.